# Alfa Romeo Spider
Der Alfa Romeo Spider ist ein Cabriolet des italienischen Herstellers Alfa Romeo. Die ersten vier Generationen, bezeichnet als Baureihen 105 und 115, wurden von Frühjahr 1966 bis Ende 1993 hergestellt. Damit ist der Alfa Romeo Spider der Baureihen 105 und 115 eines der am längsten weitgehend unverändert gebauten Cabriolets. Die fünfte (1994–2005) und sechste Generation (2006–2010) sind jeweils eigenständige Neuentwicklungen.

## Spider 105/115 (1966–1993)

### Spider (1966–1969)

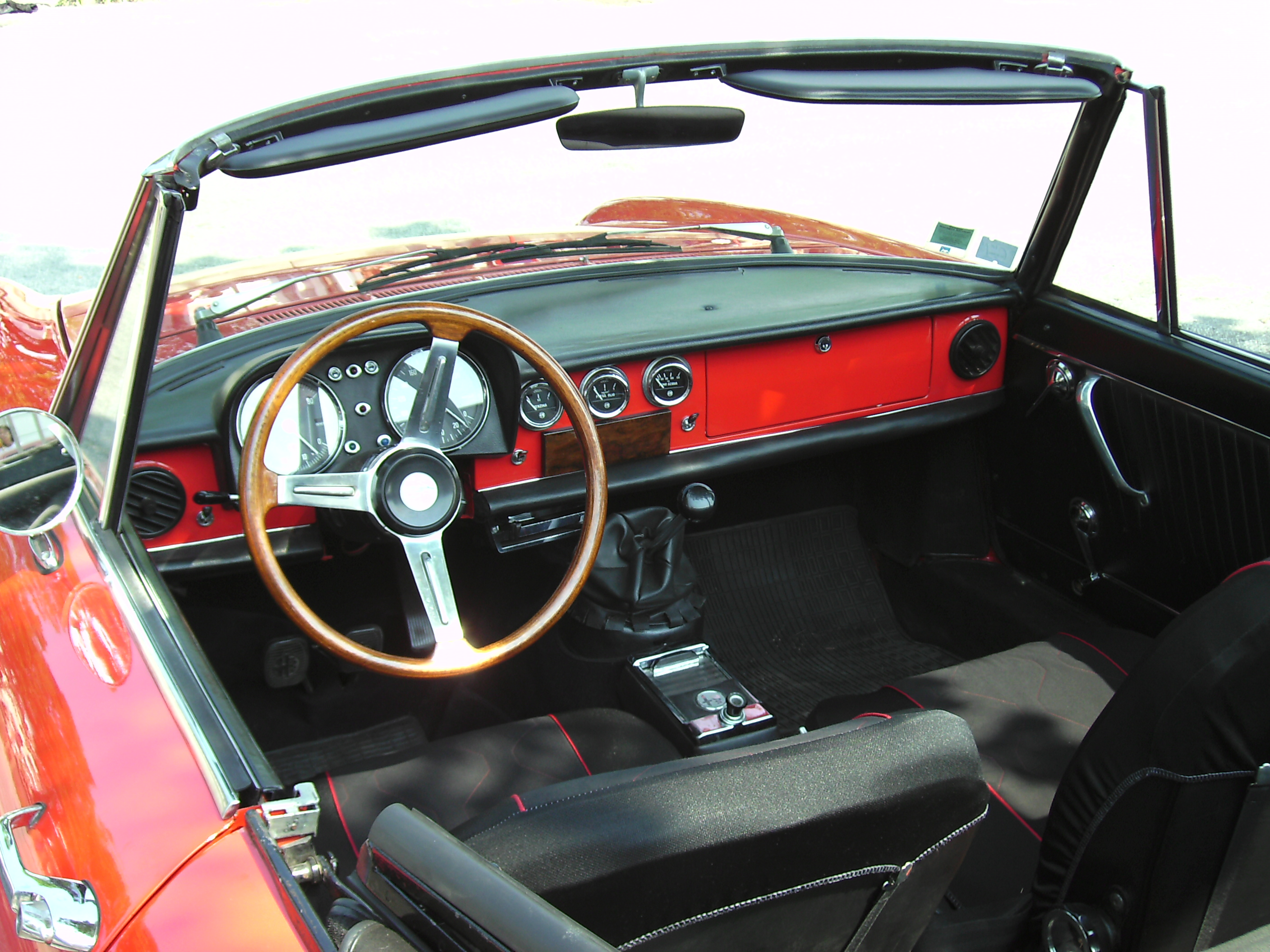
Cockpit (1967)

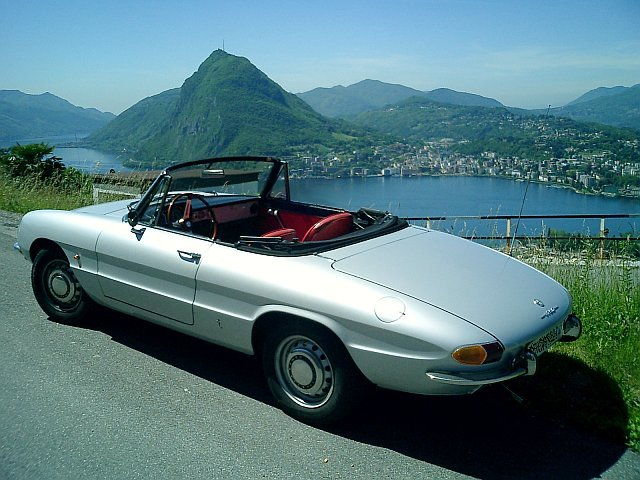
Alfa Romeo Spider Rundheck (1968)

Als der Spider im Frühjahr 1966 vorgestellt wurde, war die Meinung der Öffentlichkeit gespalten. Die meisten Alfisti hätten sich einen anderen Nachfolger für den ein wenig barock wirkenden Giulia Spider gewünscht. Die Arbeiter am Band gaben ihm den Spitznamen Osso di Seppia (Rückenschale des Tintenfischs) in Anspielung auf die Form des Hecks. Im Rahmen eines Preisausschreibens – mit einem neuen Spider als Hauptgewinn – sollte schließlich ein neuer Name für den Wagen ermittelt werden. Letztlich gingen über 120.000 Vorschläge in Arese ein; die Bandbreite reichte vom alfatypischen „Giuliana“ über „Pizza“ und „Sputnik“ bis hin zu „Lollobrigida“. Im Film Die Reifeprüfung von 1967 hatte der Spider eine medienwirksame Produktplatzierung.
- Alfa Romeo Spider 1300 Junior, 64 kW (87 PS), 1966–1969
- Alfa Romeo Spider 1600 (Duetto), 80 kW (109 PS), 1966–1968
- Alfa Romeo Spider 1750 Veloce, 83 kW (113 PS), 1967–1969

Letzten Endes setzte sich Duetto durch, was zwar wenig originell war – so gab es beispielsweise bereits einen Volvo-Kombi, der Duett hieß – aber seinen Zweck erfüllte, wenn auch nicht für lange Zeit und nicht überall.
Bereits Anfang 1967 mit dem Erscheinen des Alfa Romeo Giulia 1750 Veloce verschwand der Name wieder, wohingegen in Deutschland das Auto stets als Alfa Romeo 1600 Spider vermarktet wurde, nie als Duetto. Im gleichen Jahr erschien als Abrundung der Modellreihe nach unten der Spider 1300 Junior. Insofern ist die heutige Verwendung des Begriffes Duetto für alle Rundheck-Modelle streng genommen nicht korrekt, aber sehr populär. Gefertigt wurde das Fahrzeug bei Pininfarina im Werk Grugliasco.

### Spider „Coda Tronca“ (1969–1983)
Die zweite Serie ab Anfang 1969 hieß coda tronca und ist unter der Bezeichnung Fastback bekannt. Hier wurde im Vergleich zum Rundheck das Heck völlig neu gestaltet (um zirka zehn Zentimeter verkürzt und gerade „abgeschnitten“). Die Windschutzscheibe stand nun flacher, und die Stoßstangen waren robuster ausgeführt. Im Gegensatz zur ersten Serie hatte das neue Modell ein Zweikreis-Bremssystem, Brems- und Kupplungspedal waren nicht mehr stehend, sondern hängend angeordnet. Ab Frühjahr 1971 gab es dann den Spider 2000 Veloce, der mit 131 PS und knapp 200 km/h Spitze seine Hubraumklasse anführte. Nach dem Aus des 1750 Veloce zum Jahresbeginn 1972 umfasste das Programm bis Ende 1977 die Modelle Spider 1300 Junior, Spider 1600 Junior und Spider 2000 Veloce.
Ein entscheidendes Jahr war 1976: Durch neue Abgasbestimmungen leistete der 1600er nur noch 102 PS, der 2000er deren 126. Der 1300er war davon nicht betroffen, weil diese Version 1977 eingestellt wurde.

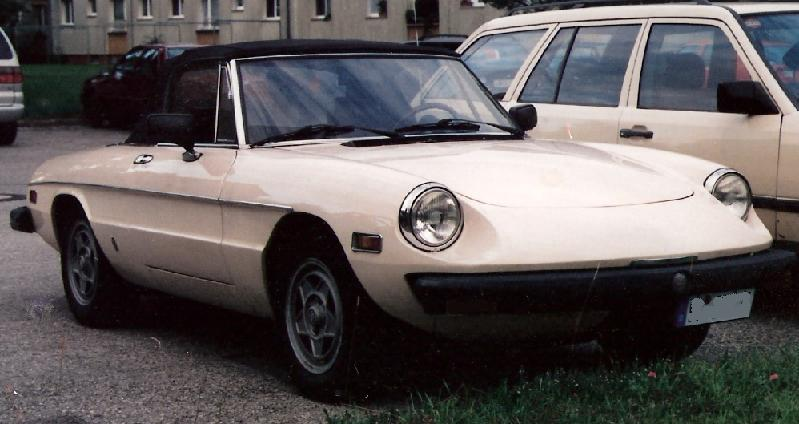
Alfa Romeo Spider (US-Ausführung, 1981)

Die für den amerikanischen Markt gebaute Version mit kleinen Extras, unter anderem mit elektrisch verstellbaren Kunststoffaußenspiegeln und elektrischen Fensterhebern, unterschied sich äußerlich von den europäischen Modellen vor allem durch die Seitenmarkierungsleuchten in den Kotflügeln und die federgelagerten Kunststoffstoßstangen. Der typisch dreieckförmige Alfa-Romeo-Kühlergrill, das sogenannte „Alfa-Herz“, musste wegen der über die ganze Fahrzeugbreite reichenden Stoßstangen zweiteilig ober- und unterhalb der Stoßstange angebracht werden. Der für bleifreien Kraftstoff geeignete Motor mit mechanischer Saugrohreinspritzung von SPICA (Società Pompe Iniezione Cassani & Affini) hatte ein Abgasrückführsystem.
- Alfa Romeo Spider 1300 Junior, 64 kW (87 PS), 1969–1977
- Alfa Romeo Spider 1600 Junior, 76 kW (103 PS), 1976–1980
- Alfa Romeo Spider 1600 Junior, 80 kW (109 PS), 1972–1976
- Alfa Romeo Spider 1750 Veloce, 83 kW (113 PS), 1969–1972
- Alfa Romeo Spider 2000 Veloce, 93 kW (126 PS), 1976–1983
- Alfa Romeo Spider 2000 Veloce, 96 kW (131 PS), 1971–1976

### Spider „Aerodinamica“ (1983–1989)

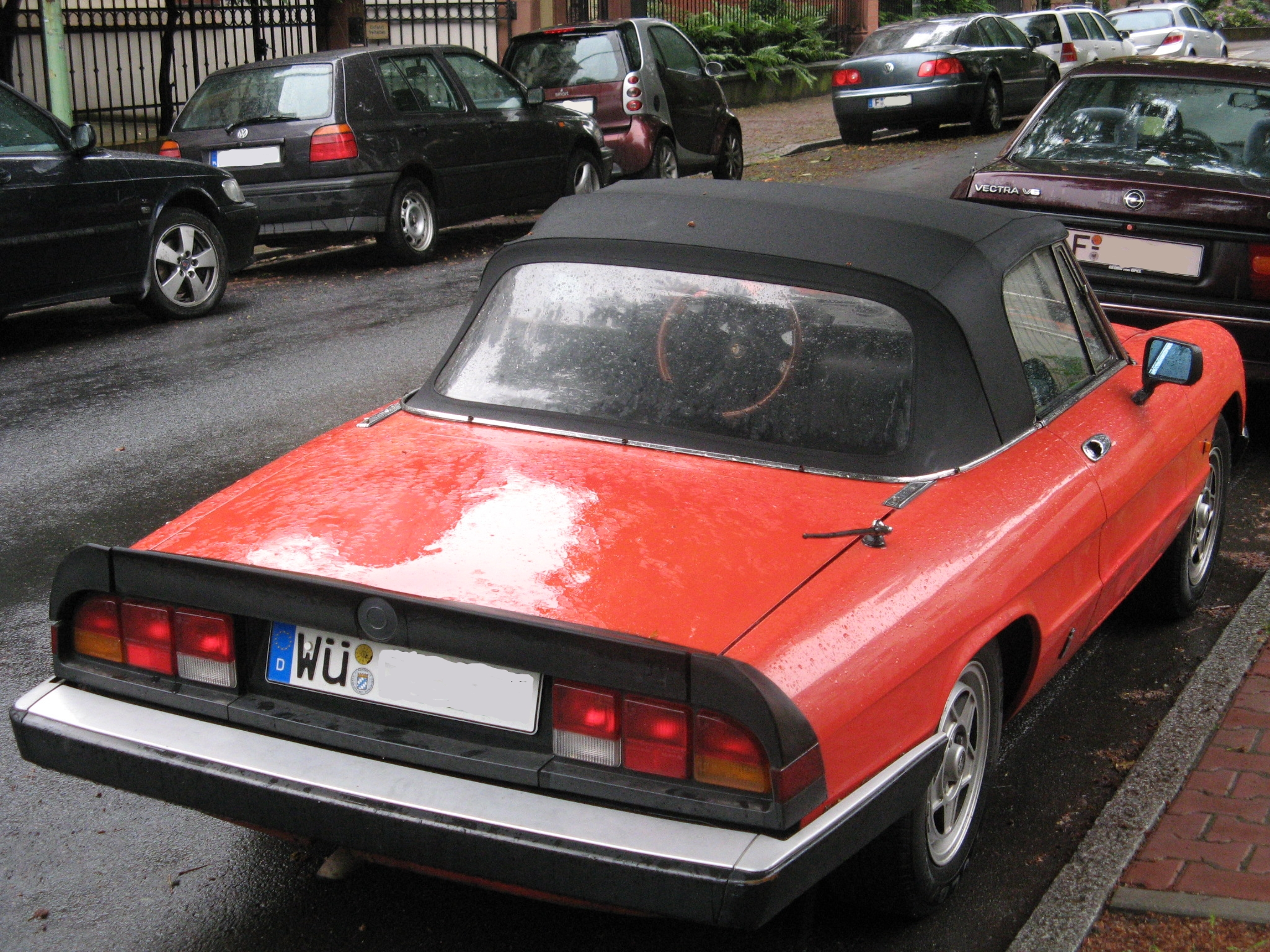
Heckansicht

Im Sommer 1983 wurde der Spider Aerodinamica vorgestellt, dem Stil der 1980er-Jahre entsprechend mit üppigem Front- und Heckspoiler. Diese Version war zwar schon in den 1970er-Jahren als Prototyp gezeigt worden, allerdings mit Pininfarinas Zusicherung, das Konzeptfahrzeug so nicht zu bauen.
Auch diesmal fand die Öffentlichkeit wieder einen Kosenamen für das Modell: „Gummilippe“. Diese Generation entwickelte sich zur erfolgreichsten in der Geschichte des Spiders, was allerdings weniger etwas über das Auto als vielmehr über die Zeit, in der es gebaut wurde, aussagt. Die meisten Hersteller hatten offene Autos aus dem Programm genommen, und so kauften Cabriolet-Fans das, was am Markt angeboten wurde.
Analog zum Plastikstil der Zeit wurde auch der Innenraum modifiziert; das klassische „Eistütendesign“ der Instrumente blieb allerdings noch bis Sommer 1986 erhalten. Danach kam jener halbkreisförmige Kunststoffträger zum Einsatz, der auch im Nachfolgemodell erhalten blieb.
Ab Herbst 1988 war der 2000er auch mit geregeltem Katalysator erhältlich, der 11 PS Leistung kostete und den typischen Alfa-Romeo-Sound etwas eindämmte. Zudem wurden einige 2-Liter-Modelle mit der Bosch L-Jetronic und gegen Serienende mit der Motronic-Saugrohreinspritzung von Bosch versehen.
- Alfa Romeo Spider 1600, 76 kW (103 PS), 1983–1986
- Alfa Romeo Spider 1.6, 76 kW (103 PS), 1986–1989
- Alfa Romeo Spider 2.0 Kat., 85 kW (115 PS), 1987–1989
- Alfa Romeo Spider 2.0, 92 kW (125 PS), 1986–1989
- Alfa Romeo Spider 2000, 93 kW (126 PS), 1983–1986

#### Umbauten des Spider „Aerodinamica“
Es existieren einige Umbauvarianten der „Gummilippe“, weil sich einige Besitzer nicht mit dem neuen Design anfreunden konnten. So gab es einfache Umbausätze von Zender, bei dem die Gummilippe durch einen dezenteren Spoiler in Wagenfarbe ersetzt wurde, aber auch Umbauten mit Blechteilen vom Fastbackmodell. Des Weiteren bot Zender einen GFK-Stoßstangen- und Schweller-Kit und 5-Stern-Alu-Felgen an.

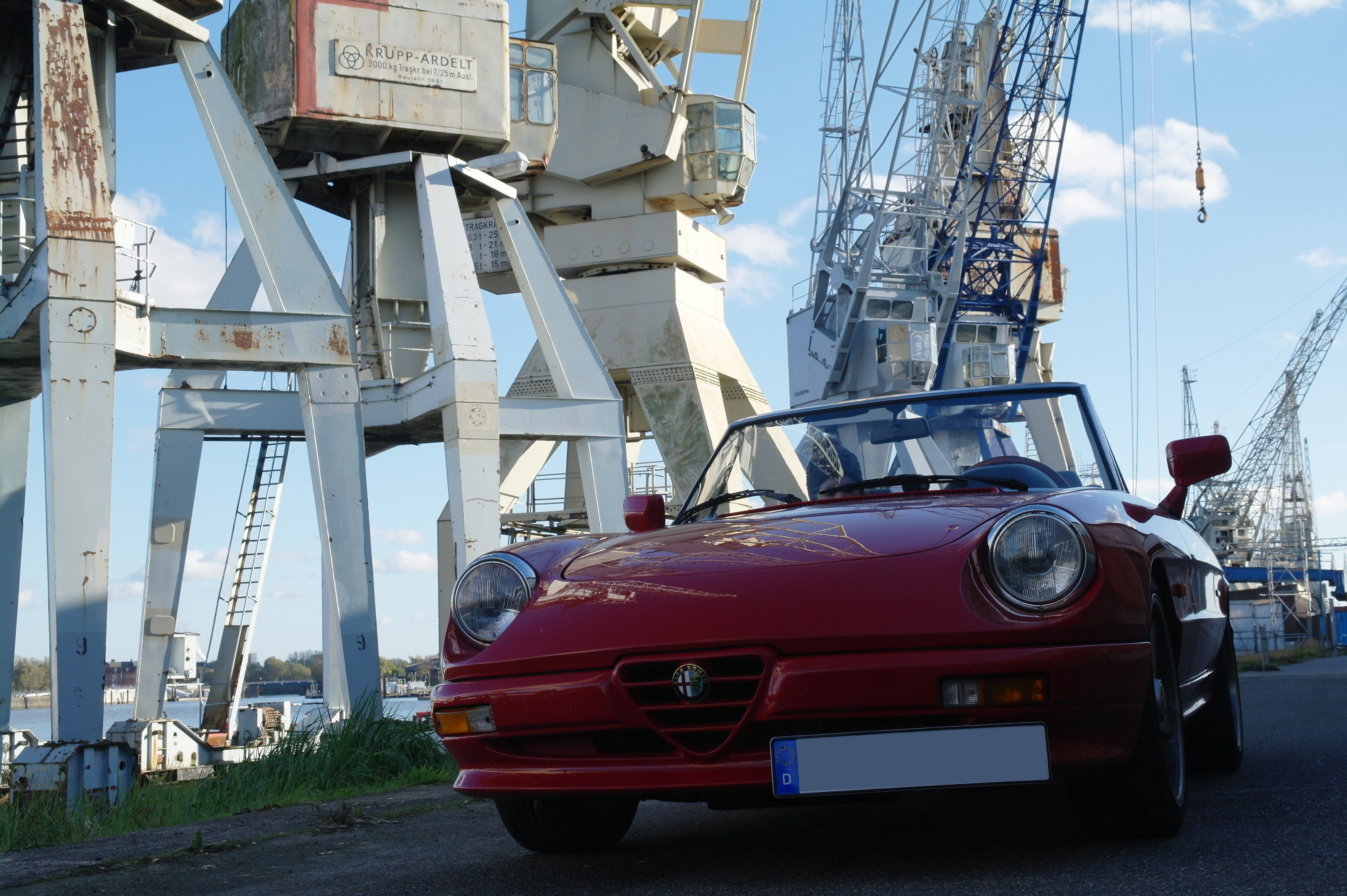
Alfa Romeo Zender-Spider
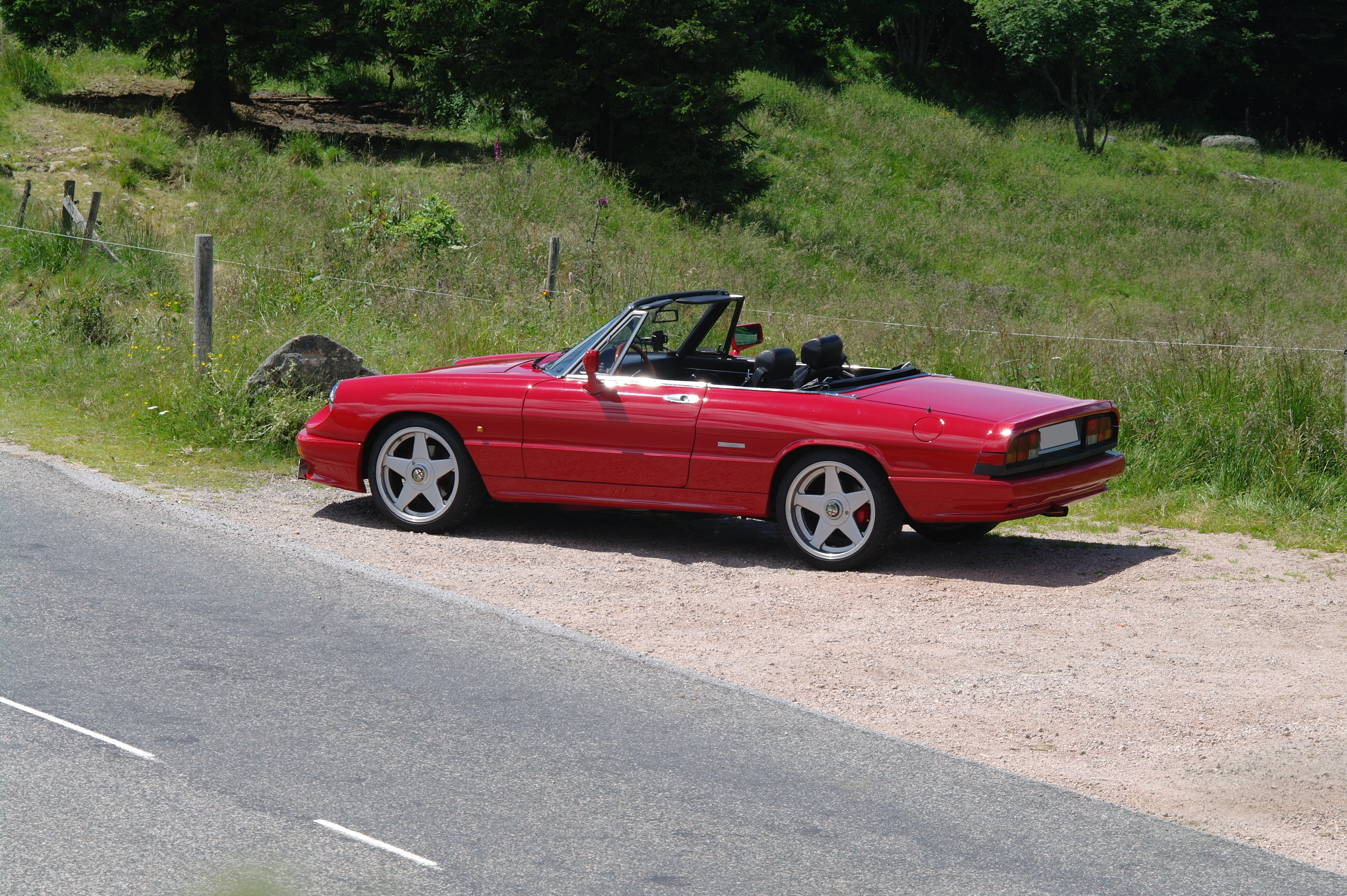
Seitenansicht

Den konsequentesten Umbau nahm die in Nürnberg ansässige Alfa-Romeo-Vertretung ATT vor. ATT ersetzte am Neuwagen die Front- und Heckbleche durch Bleche vom Fastback, anschließend wurde der komplette Wagen lackiert und hohlraumversiegelt. Der Umbau kostete damals ca. 10.000 DM Aufpreis auf den Neuwagenpreis.

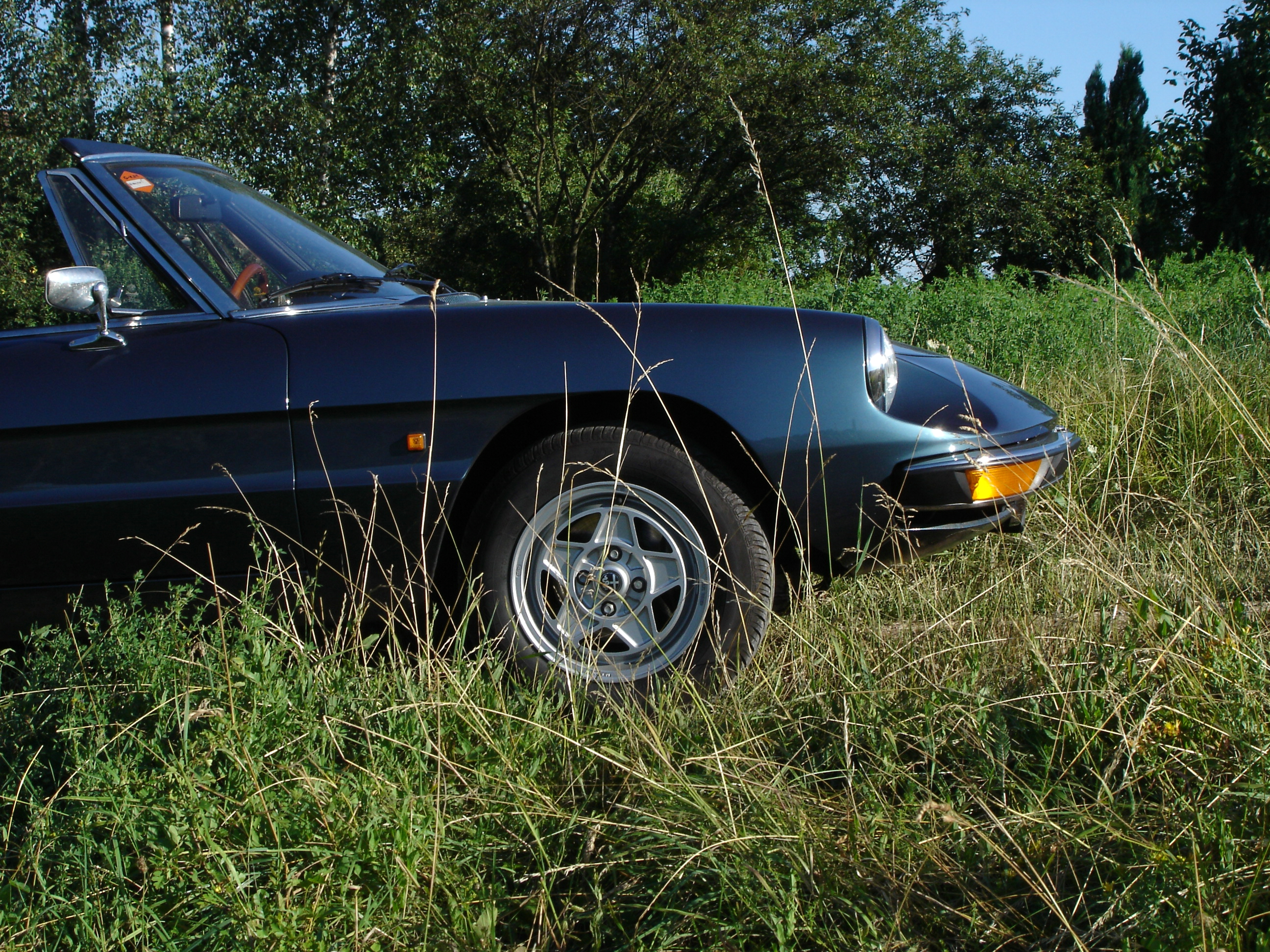
ATT Spider Classico
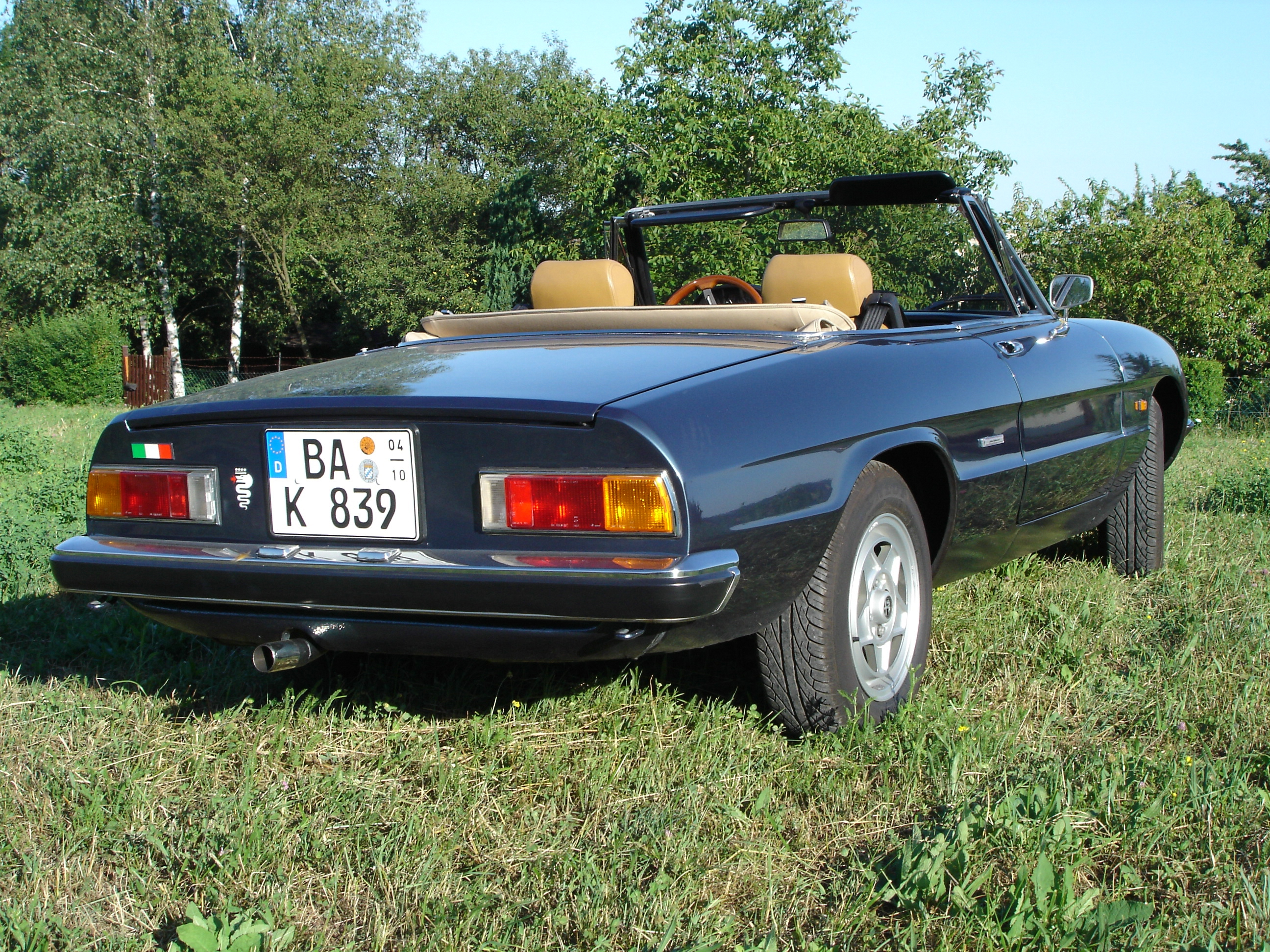
Heckansicht

### Spider (1989–1993)
Von Herbst 1989 bis Ende 1993 bot Alfa Romeo die letzte Version des klassischen Spiders an – die Serie 4. Der Spoiler auf der Heckklappe verschwand, das immer noch aus Plastik bestehende Alfa Romeo-Schild wurde in Wagenfarbe zusammen mit den Stoßfängern lackiert und in die Front integriert. Am Heck sollte ein durchgängiges Leuchtband für Familienähnlichkeit zum 164 sorgen. Bis heute ist der Serie 4 Spider der letzte Spider von Alfa Romeo mit Hinterradantrieb. Anders als die ersten drei Serien wurde das Fahrzeug bei Pininfarina im Werk San Giorgio Canavese hergestellt.
Ende 1993 wurde das Modell nach 27 Jahren Bauzeit eingestellt.

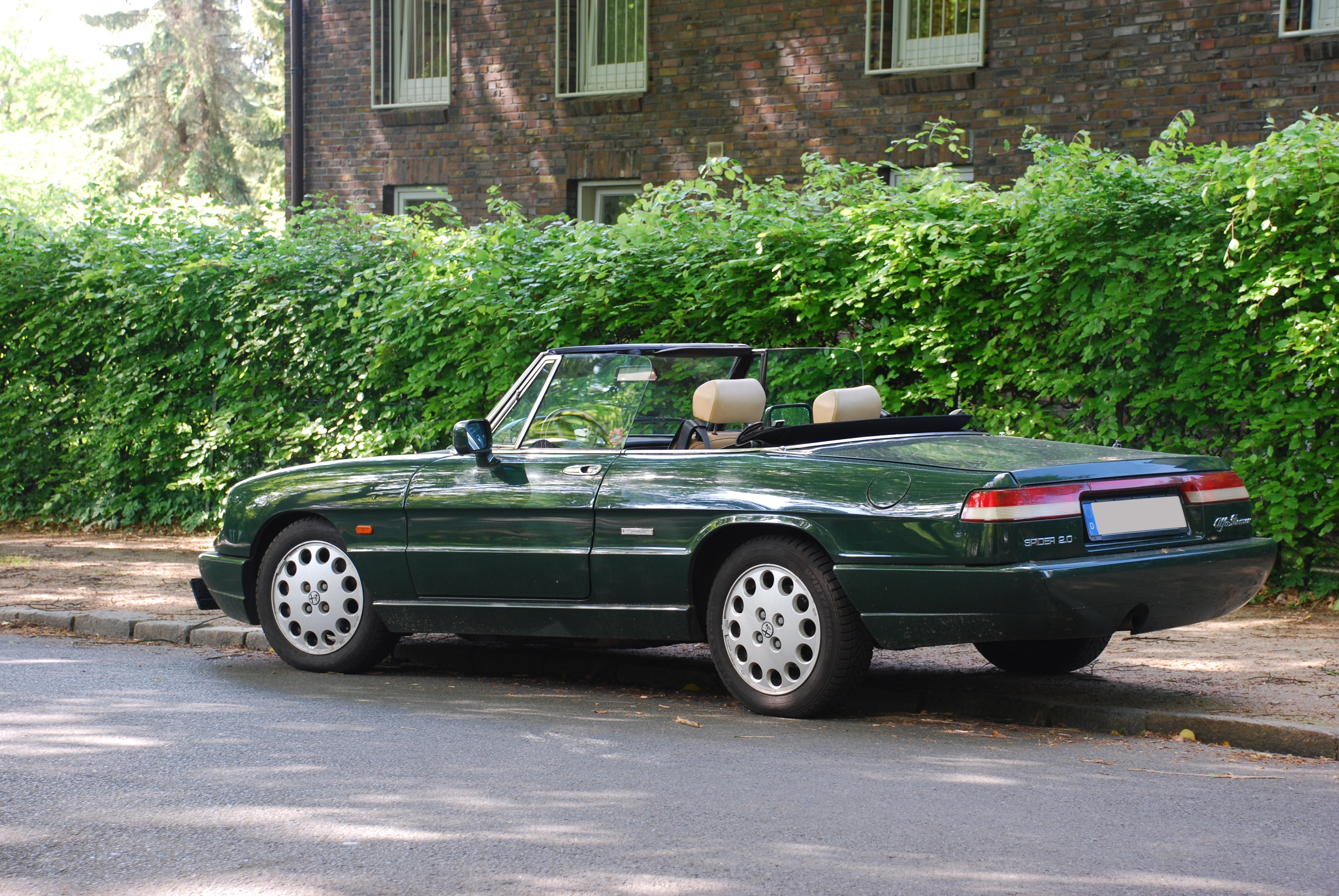
Heckansicht

- Alfa Romeo Spider 1.6, Vierzylinder in Reihenbauart mit 79 kW (107 PS), 1990–1993
- Alfa Romeo Spider 2.0 kat., Vierzylinder in Reihenbauart mit 88 kW (120 PS), 1990–1993
- Alfa Romeo Spider 2.0, Vierzylinder in Reihenbauart mit 93 kW (126 PS), 1990–1993

### Motoren

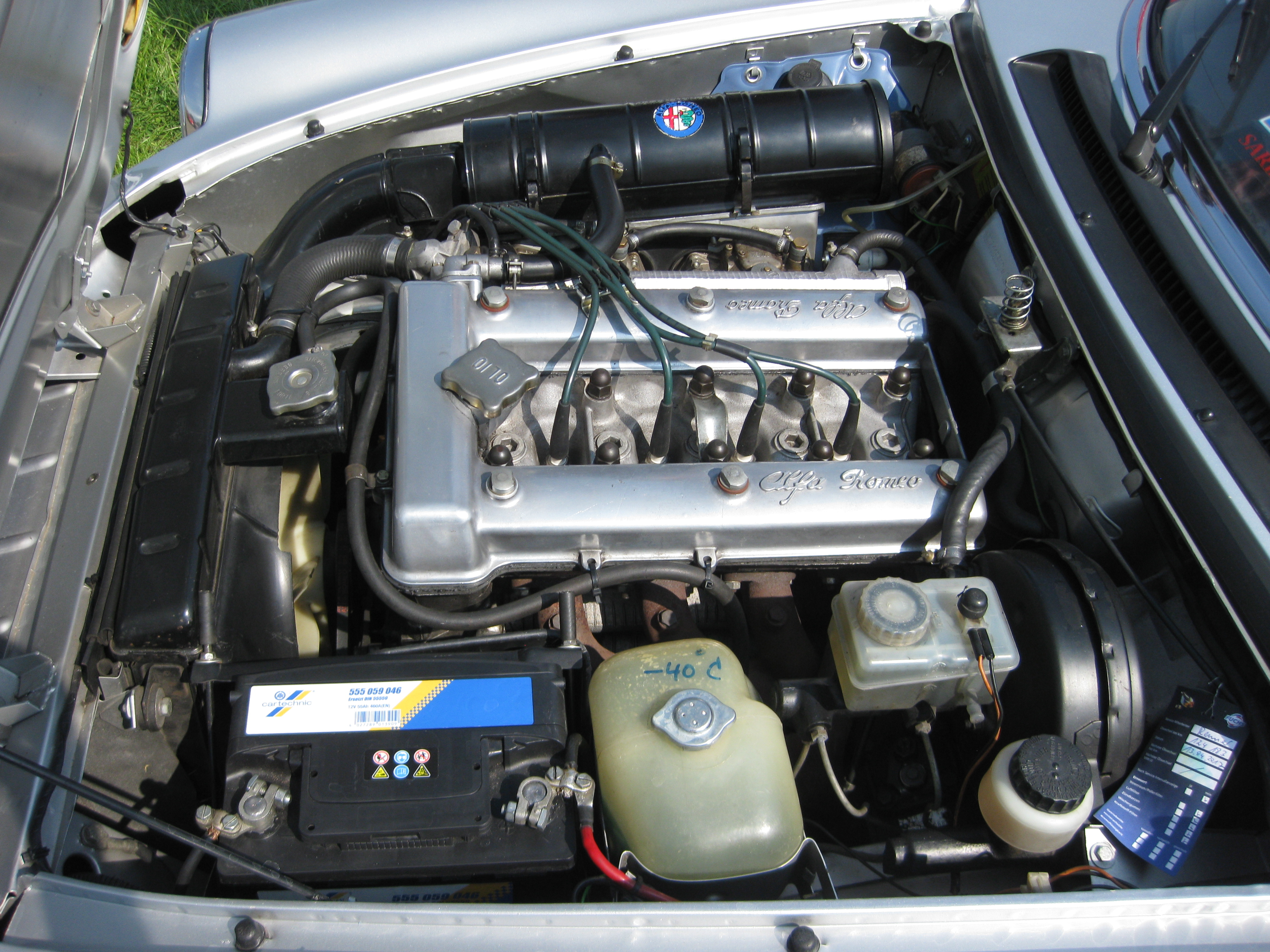
2.0 Motor des Veloce Spider

Die Motoren des Spider basierten über die gesamte Bauzeit auf derselben Konstruktion, die mit Hubräumen von 1300 cm³ bis 2000 cm³ angeboten wurde – dem Nordmotor (seit Eröffnung der Alfasud-Produktionsstätte in Pomigliano d’Arco bei Neapel 1972 versieht man alle Produkte aus dem Stammwerk in Arese mit dem Namenszusatz „Nord“). Der von Giuseppe Busso entworfene Motor hatte bei seiner Einführung 1954 in der Giulietta außer dem Zylinderkopf auch den Motorblock aus Leichtmetall und zwei obenliegende Nockenwellen (DOHC). Zusammen mit den beiden Doppelvergasern, die bis spät in die 1980er-Jahre das Gemisch aufbereiteten, ergab sich das markante und typische Motorengeräusch, das Alfa Romeos kennzeichnete. Später wurde der Motor im Zuge der strengeren Abgasbestimmungen zunächst in den USA mit einer Saugrohreinspritzung versehen (Typ Spica, mechanisch), noch später mit einer elektronischen Saugrohreinspritzung von Bosch. Im Spider der Serie 4 wurde eine variable Nockenwellenverstellung eingebaut.

### Heutige Situation
Das Preisniveau für gut erhaltene Exemplare zog in den vergangenen Jahren langsam, aber stetig an, vor allem für die Rundheck- und Fastback-Versionen.
Für Sammler ist es oftmals nicht ganz einfach festzustellen, ob ein bestimmtes Ausstattungsdetail oder Bauteil zu genau dem Spider passt, in dem es verbaut ist. Alfa Romeo hat in der Übergangsphase zwischen einer Modellpflege oftmals schon Teile des neuen Modells in die auslaufende Reihe eingebaut.
Viele Alfa Romeo Spider sind mittlerweile dem Rost zum Opfer gefallen, besonders wenn sie auch im Winter bewegt wurden. Ansonsten ist die Technik bei richtiger Behandlung und Pflege langlebig und durch den sparsamen Einsatz von Elektronik einfach zu warten. Wesentliche Ersatzteile sind entweder noch als Original- oder Nachbauteile erhältlich.
Aufgeführt ist die Anzahl der in Deutschland mit H-Kennzeichen zugelassenen Alfa Romeo Spider laut Verband der Automobilindustrie. In der Rangliste der Modelle mit H-Kennzeichen war der Alfa Romeo Spider bei jeder Auswertung das bestplatzierte Modell einer ausländischen Marke.

## Spider 916 (1994–2005)
Auf dem Genfer Auto-Salon im März 1994 stellte Alfa Romeo eine völlig neue Spider-Generation und ein geschlossenes Schwestermodell mit der Bezeichnung GTV vor. Beide Modelle haben die werksinterne Bezeichnung Tipo 916. Sie basieren technisch auf der Fiat-Plattform Tipo Due und sind deshalb mit dem Fiat Tipo, dem Lancia Delta und dem Alfa Romeo 145 sowie ihren Stufenheckablegern verwandt. Die Entwicklungsarbeiten begannen im Sommer 1987, wenige Monate, nachdem Alfa Romeo von Fiat übernommen worden war, und zogen sich bis 1993 hin.
Das Karosseriedesign entwickelte Enrico Fumia für Pininfarina. Der keilförmige Aufbau greift einige signifikante Merkmale des Show Cars Audi Quattro Quartz auf, das Fumia bereits 1981 gestaltet hatte. Dazu gehören zurückversetzte Rundscheinwerfer, in die Wagenflanken hineinreichende Motorhaube, ferner die breite Sicke, die die Motorhaube von den Stoßfängern trennt, und das waagerechte, über die gesamte Wagenbreite reichende hintere Leuchtenband, das ab dem 164 von 1987 ein Kernelement des Alfa Romeo-Designs war. Der Spider hat ein kurzes Stufenheck. Anders als beim GTV, bei dem eine Abrisskante vorgesehen ist, fällt der Kofferraumdeckel beim Spider nach hinten ab. Einige Quellen sehen darin ein Zitat der Linienführung der ersten Spider-115-Version (Osso di Seppia). Das Verdeck besteht aus Stoff und ist ab Werk von Hand zu betätigen; gegen Aufpreis war ein elektrohydraulischer Mechanismus erhältlich.  Die vordere Radaufhängung mit MacPherson-Federbeinen und Dreiecksquerlenkern stimmt mit der des Alfa Romeo 155 überein. Hinten ist eine Mehrlenkerachse eingebaut. Alle Versionen des Spider 916 haben vorn quer eingebaute Motoren, die über handgeschaltete Getriebe die Vorderräder antreiben. Zum Einsatz kamen Vierzylindermotoren mit 1,8 und 2,0 Litern Hubraum, beide zunächst als Twin Spark mit Doppelzündung, der größere Vierzylinder ab 2003 alternativ als JTS mit einer Benzindirekteinspritzung. Daneben hatte Alfa Romeo Sechszylinder-V-Motoren mit 3,0 und 3,2 Litern Hubraum im Programm. Das Leistungsspektrum reichte von 106 kW (144 PS) bis 176 kW (240 PS). 
Drei Jahre vor der Markteinführung zeigte Alfa Romeo das Show Car Proteo, das zentrale Designmerkmale des Spider 916 enthielt und die Öffentlichkeit auf den neuen Spider vorbereiten sollte. Das Serienmodell war ab Ende 1994 erhältlich. In den folgenden 10 Jahren baute Alfa Romeo drei Generationen des Spider 916, die als Phase 1 (1995 bis 1998), Phase 2 (1998 bis 2003) und Phase 3 (2003 bis 2004) bezeichnet werden. Während die Modelle der Phase 1 und Phase 2 äußerlich weitgehend identisch sind, haben die Spider der Phase 3 eine überarbeitete Frontpartie mit großem Scudetto, die Familienähnlichkeit zum Kompaktwagen 147, zum Coupé GT und zur zweiten Version der Limousine 166 herstellen sollte. Alle Generationen zusammengenommen entstanden von 1994 bis 2004 etwa 39.000 Spider Tipo 916.
Die Umstellung des Spider von Hinterrad- auf Frontantrieb wurde in der zeitgenössischen Presse anfänglich teilweise kritisch besprochen; einige Autoren befürchteten einen Verlust des Fahrspaßes. Überwiegend gilt die Antriebstechnik allerdings als gelungen. Das Fahrwerk wird als gut ausbalanciert beschrieben.
Ein Defizit des Spider 916 ist sein vergleichsweise hohes Gewicht. Es ist eine Folge der Vorgabe, dass der Spider 916 alle US-amerikanischen Crashtests bestehen musste. Ungeachtet dessen wurde der Spider 916 nie offiziell in den USA verkauft, weil sich Alfa Romeo 1993 – ein Jahr vor der Markteinführung des Spider – vom nordamerikanischen Markt zurückgezogen hatte.

## Spider 939 (2006–2010)

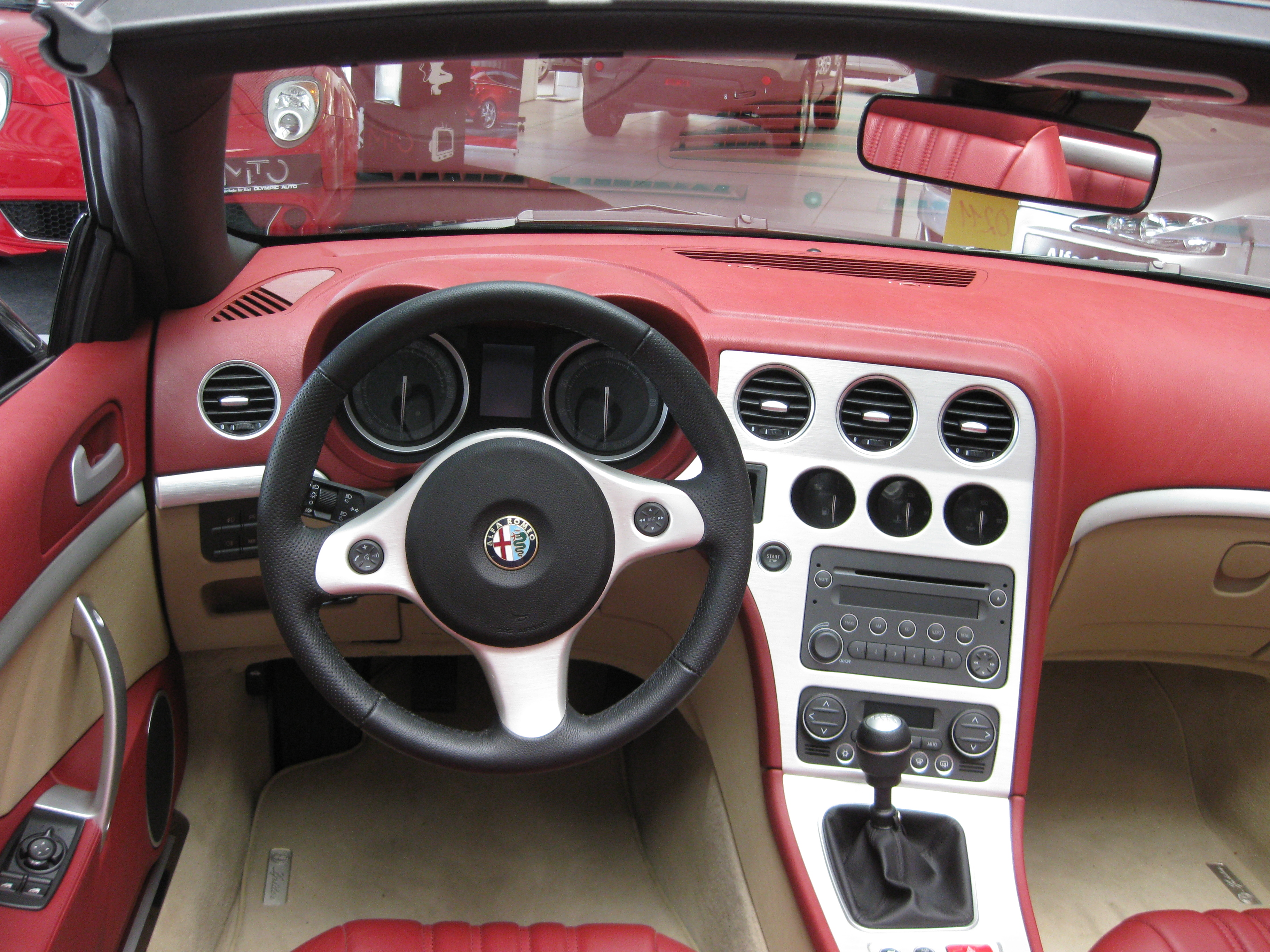
Cockpit

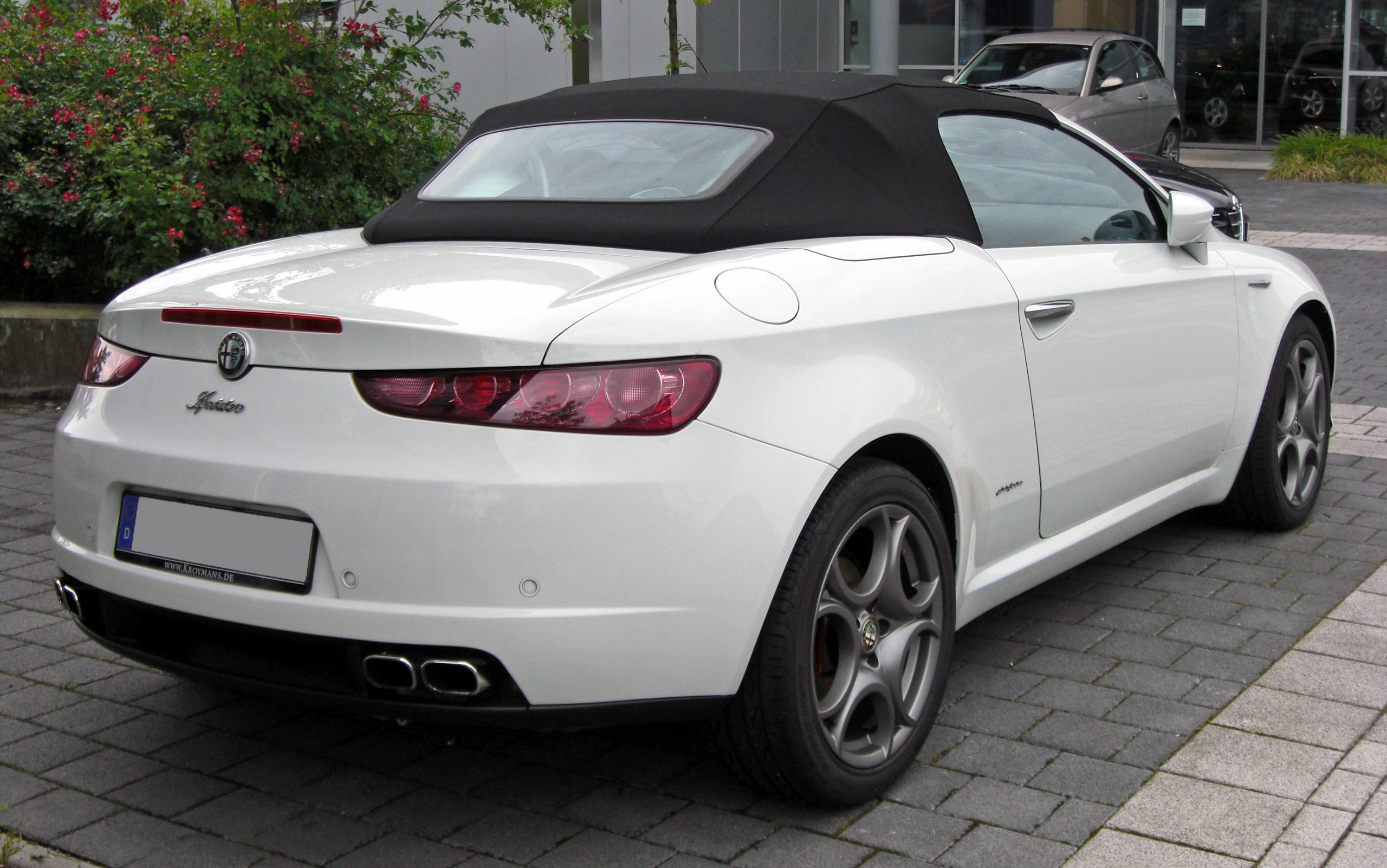
Heckansicht

Im Frühjahr 2006 wurde auf dem Genfer Auto-Salon ein neuer Alfa Romeo Spider vorgestellt und im Rahmen der Veranstaltung zum Cabrio of the Year 2006 gewählt. Zwölf Jahre nach der Präsentation des Spider 916 im Frühjahr 1994 stellte Alfa Romeo damit eine völlig neu entwickelte Version des bekanntesten Autos der Modellpalette vor. Basis ist die Plattform des Alfa Romeo 159.
Formal ist der Spider der Baureihe 939 die offene Version des Alfa Romeo Brera. Diesem Spider wurde ebenfalls die damals markentypische Front mit 2×3-Scheinwerfern und dem aggressiven Blick mit auf den Weg gegeben. Kritiker sehen darin die Unverwechselbarkeit eines echten Spider leiden.

### Modellvarianten
Anfangs wurde der Spider mit zwei Ausstattungsvarianten sowie zwei verschiedenen Ottomotoren angeboten. Ein 2,2-Liter-JTS-Motor (Jet Thrust Stoichiometric) mit 136 kW (185 PS) und ein 3,2-Liter-JTS-Motor mit 191 kW (260 PS). Beide sind mit Sechsganggetriebe oder der V6 mit Sechs-Stufen-Automatik und der 2,2-Liter-Vierzylindermotor mit automatisiertem Selespeed-Sechsgang-Schaltgetriebe erhältlich. In der starken Motorisierung wird der Spider wahlweise mit Vierradantrieb (Q4) ausgeliefert. Der 6-Zylinder des 3.2 JTS V6 Q4 ermöglicht eine Beschleunigung von 0 auf 100 km/h in 7 Sekunden und eine Höchstgeschwindigkeit von 240 km/h. Trotz der gegenüber dem Typ 916 um 15 kW höheren Motorleistung braucht das Modell 0,7 Sekunden länger, um von 0 auf 100 km/h zu beschleunigen, was am höheren Leergewicht des Spider Typ 939 liegt.

### Modellpflege
Anfang 2008 wurde der Alfa Romeo Spider in Details überarbeitet. Das kritisierte zu hohe Gewicht wurde vor allem durch Modifikationen am Fahrwerk um 25 Kilogramm gesenkt. Auch kamen neue Integral-Sportsitze mit verbessertem Seitenhalt zum Einsatz. Die Basisversion wurde durch Brembo-Bremsen und das elektronische Sperrdifferential Q2 bei den frontgetriebenen Modellen aufgewertet. Ebenfalls mit Frontantrieb war auch der 3,2-l-V6-Ottomotor erhältlich. Neu war zudem eine vierjährige Garantie, die von 30.000 auf 35.000 Kilometer erweiterten Wartungsintervalle und das sechsstufige Automatikgetriebe Q-Tronic für den Dieselmotor.
Außerdem konnte beim überarbeiteten Spider der Kofferraum nun durch Druck auf das Markenlogo am Heck geöffnet werden, was vorher nur vom Innenraum aus möglich war.

### Produktionsende
Im Juli 2010 wurde die Produktion des Spider sowie des Brera eingestellt. Ein Nachfolger des Spider Ist derzeit nicht in Aussicht.

### Motoren

#### Ottomotoren
- 1.8 TBi 16V, Vierzylinder in Reihenbauart, Turboaufladung, mit 1742 cm³ Hubraum und 147 kW (200 PS), 05.2009–07.2010
- 2.2 JTS 16V, Vierzylinder in Reihenbauart mit 2198 cm³ Hubraum und 136 kW (185 PS), 03.2006–07.2010
- 3.2 JTS V6 24V (Q4), Sechszylinder mit 3195 cm³ Hubraum in V-Bauart und 191 kW (260 PS),(Q4 Allradantrieb) 03.2006–07.2010

#### Dieselmotoren
- 2.0 JTDM 16V, Vierzylinder in Reihenbauart, Turboaufladung, mit 1956 cm³ Hubraum und 125 kW (170 PS), 05.2009–07.2010
- 2.4 JTDM 20V, Fünfzylinder in Reihenbauart, Turboaufladung, mit 2387 cm³ Hubraum und 147 kW (200 PS), mit Q-Tronic (Automatik) 04.2007–07.2010
- 2.4 JTDM 20V, Fünfzylinder in Reihenbauart, Turboaufladung, mit 2387 cm³ Hubraum und 154 kW (210 PS), 03.2008–07.2010

## Planung eines neuen Spider
Anfang 2013 besiegelten Mazda und Fiat den bereits im Mai 2012 bekanntgegebenen Plan, gemeinsam zwei hinterradgetriebene Roadster-Modelle für die Marken Mazda und Alfa Romeo zu entwickeln. Sie sollten auf der nächsten Generation des MX-5 basieren, die 2014 auf den Markt kam, jedoch optisch eigenständig sein. Jeder Hersteller würde seine eigenen Motoren einsetzen. Als Produktionsort war das Mazda-Werk in Hiroshima (Japan) vorgesehen. 2014 wurde die Entscheidung jedoch geändert, und das gemeinsam mit Mazda entwickelte Fahrzeug kam 2016 als Fiat 124 Spider auf den Markt.
Ein neuer Alfa Romeo Spider, falls es ihn geben sollte, würde auf einer eigenständigen Plattform beruhen.